# Stactobia tonyi
Stactobia tonyi är en nattsländeart som beskrevs av Wells och Huisman 1993. Stactobia tonyi ingår i släktet Stactobia och familjen smånattsländor. Inga underarter finns listade i Catalogue of Life.